# Mathias Rust
Mathias Rust (født 1. juni 1968 i Wedel) er en tysk pilot, der i en alder af 19 år den 28. maj 1987 (på Dagen for de Sovjetiske Grænsetropper), passerede det sovjetiske luftforsvar og landede på en bro ved den Røde Plads i Moskva med et fly af typen Cessna 172 B (med kendingsbogstaverne D-ECJB). For denne forseelse blev han idømt fire år i en arbejdslejr af en sovjetisk domstol, hvoraf han dog kun afsonede 14 måneder.

## Flyveturen og landingen
Rust startede i Uetersen ved Hamburg og fløj derefter til Island via Færøerne og derefter over Norge til Finland, hvor han landede i Malm Lufthavn i Helsingfors den 25. maj 1987, og efter en optankning fortsatte sin flyvning mod Moskva. Han forlod finsk luftrum via Sibbo skærgård ved at opgive Stockholm som sin destination til flyveledelsen. I Finland blev der omgående indledt en redningsaktion, da han som følge af meget lav flyvehøjde forsvandt fra radaren. I operationen deltog bl.a. redningsfartøjer fra Det Finske Grænsegendarmeri.
Rust fortsatte sin flyvning og ind i estisk luftrum ved Den Finske Bugt, hvor han rettede kursen mod Moskva. Den sovjetiske flyovervågning observerede ham på deres radar kl. 14:29 (finsk tid) og sendte to MiG-23 jagere i luften. Den ene af jagerne observerede kl. 14:48 i nærheden af Outova en hvid flyvemaskine, men fik ikke tilladelse til at skyde den ned. Kort derefter forsvandt Rust fra jagernes radar over byen Staraja Russa. Det tyske blad Bunte har spekuleret i, om Rust muligvis landede på turen til Moskva, eftersom turen varede så længe i betragtning af flyhastigheden på Cessnaen og vejrforholdene. Efter 5½ times flyvning nåede han kl. 18:15 (Moskva tid) den Røde Plads som han kredsede over flere gange, mens han overvejede at lande i Kreml og drejede så omkring kl. 18:40 af og landede på en bro og standsede ved Vassilevski-Spusk ved Basilius-katedralen og taxiede ind på Den Røde Plads, hvor mængden hilste ham med hurra-råb, og han meget hurtigt blev arresteret.
Flyvningen var mulig bl.a. som følge af, at det var generel fridag for Det Sovjetiske Grænsegendarmeri, hvilket var et held for Rust, og bl.a. medførte at radarovervågningen ikke var så effektiv i den lavere del af luftrummet. Rusts landing tog de sovjetiske myndigheder fuldstændigt på sengen, og havde til følge, at over 2.000 tjenestemænd blev afskediget.[kilde mangler]
Flyvningen fik stor international opmærksomhed og fik store indre politiske konsekvenser i Sovjetunionen. Den sovjetiske forsvarsminister Sergei Sokolov og chefen for flyvåbnet Alexander Koldunov samt en række officerer, der havde tilladt den 700 km lange flyvning gennem sovjetisk territorium, blev gjort ansvarlige af Mikhail Gorbatjov og blev „efter eget ønske fritstillet i en velfortjent, førtidig pension“.

## Anholdelsen og afsoningen
Efter landingen blev Rust anholdt af den daværende sovjetiske hemmelige tjeneste KGB. Retssagen begyndte den 2. september 1987 ved den Øverste Retsinstans. Han blev dømt til fire års arbejdslejr den 4. september. Han blev benådet den 3. august 1988 efter afsoningen af en frihedsstraf på 14 måneder (432 dage) i Lefortovo-fængslet i Moskva af Formanden for Præsidiet for den Øverste Sovjet, Andrei Gromyko, den tidligere mangeårige sovjetiske udenrigsminister, og blev dermed udvist af Sovjetunionen og vendte tilbage til Vesttyskland.